# 270-es évek
Évszázadok: 2. század – 3. század – 4. század
Évtizedek: 220-as évek – 230-as évek – 240-es évek – 250-es évek – 260-as évek – 270-es évek – 280-as évek – 290-es évek – 300-as évek – 310-es évek – 320-as évek
Évek: 270 271 272 273 274 275 276 277 278 279

## Események
- 271 és 276 között Róma körül felépítik az Aurelia-falat.
- 271 Dacia kiürítése.
- 274-ben a Gall Császárság megsemmisül.

## Híres személyek
- Marcus Claudius Tacitus trónkövetelő
- Probus
- Aurelianus római császár